# باربی بنتون
باربی بنتون (انگلیسی: Barbi Benton؛ زادهٔ ۲۸ ژانویهٔ ۱۹۵۰) هنرپیشه، موسیقی‌دان، خواننده، مدل (شخص)، ترانه‌نویس، بازیگر تلویزیون، و بازیگر سینما اهل ایالات متحده آمریکا است. او در دهه ۱۹۸۰ بخاطر بزرگ کردن فرزندانش از کار نمایش کناره‌گیری کرد.
از فیلم‌ها یا برنامه‌های تلویزیونی که وی در آن نقش داشته‌است می‌توان به دکتر مارکوس ولبی اشاره کرد.